# Carolien van Kilsdonk
Carolien van Kilsdonk (26 de julio de 1963) es una deportista neerlandesa que compitió en snowboard. Ganó una medalla de oro en el Campeonato Mundial de Snowboard de 1996, en la prueba de halfpipe.

## Medallero internacional
| Campeonato Mundial | Campeonato Mundial | Campeonato Mundial | Campeonato Mundial |
| Año                | Lugar              | Medalla            | Competición        |
| ------------------ | ------------------ | ------------------ | ------------------ |
| 1996               | Lienz (Austria)    | Medalla de oro     | Halfpipe           |